# Muzeum a národní galerie Capodimonte
Muzeum a národní galerie Capodimonte (italsky Museo e Gallerie Nazionali di Capodimonte), obvykle zkracované Muzeum Capodimonte (Museo di Capodimonte) je muzeum výtvarného umění umístěné v Paláci Capodimonte v italské Neapoli. Palác původně byl venkovským sídlem Bourbonů a stavěl ho od roku 1738 architekt Giovanni Antonio Medrano na zakázku neapolského krále Karla VII. Král chtěl mimo jiné v paláci získat důstojné místo pro sbírky umění, jež zdědil po své matce Alžbětě.
Těžištěm sbírky jsou olejomalby od středověku po renesanci, především významná díla autorů jako Masaccio, Sandro Botticelli, Simone Martini, Raffael, Tizian, Caravaggio, El Greco, Pieter Bruegel starší a Luca Giordano.

## Galerie

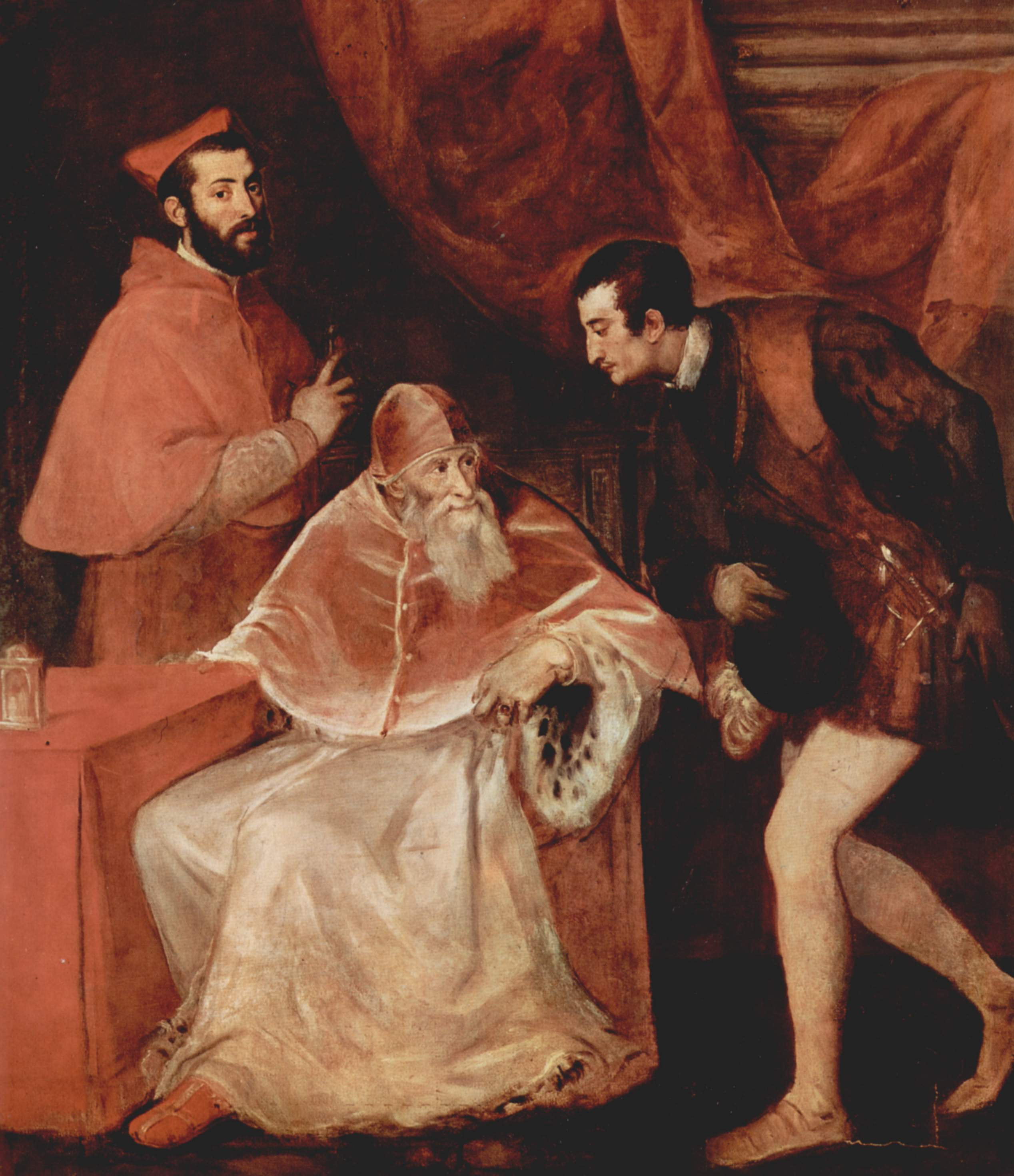
Tizian: Papež Pavel III. a jeho nepoti
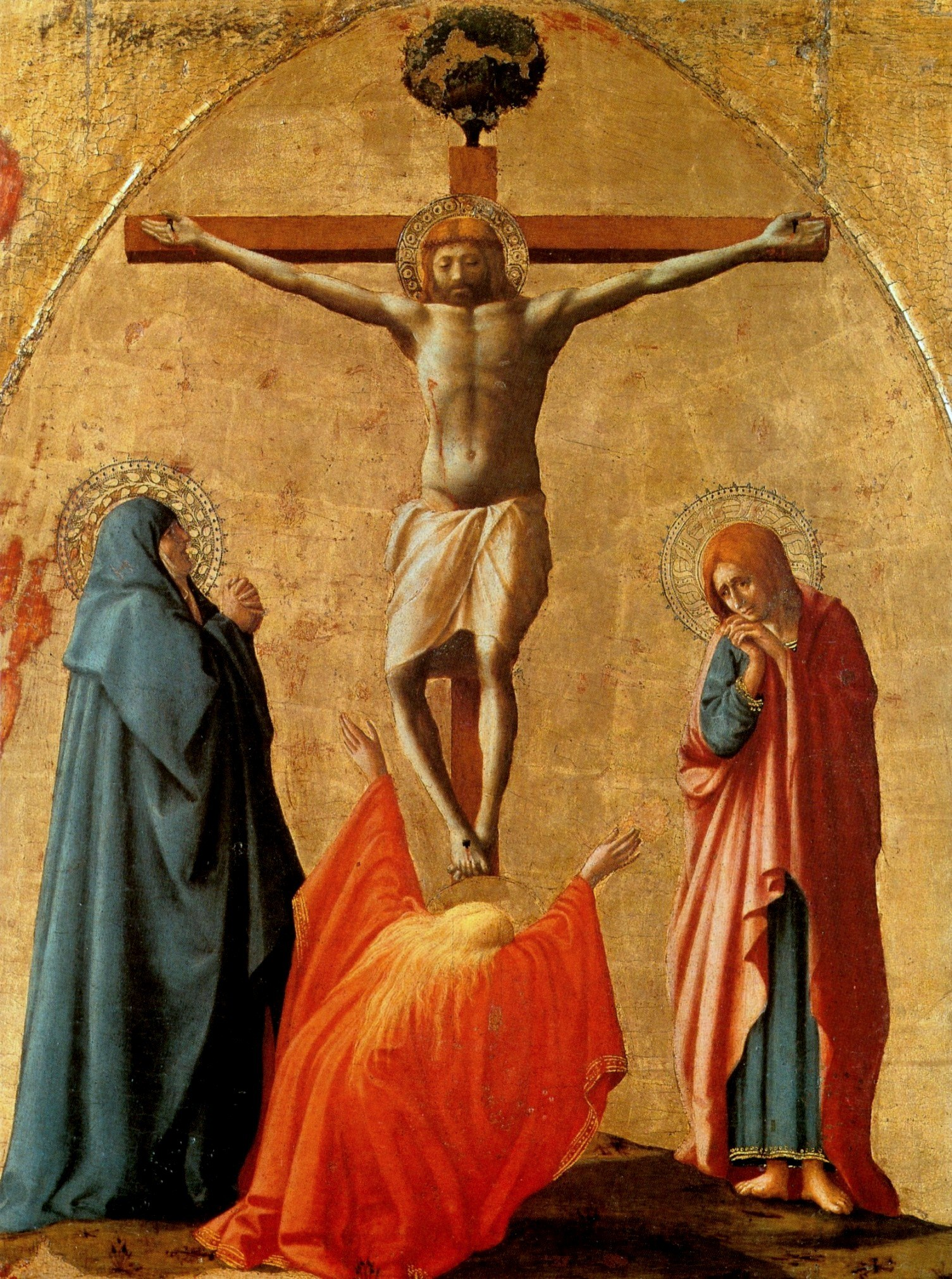
Masaccio: Ukřižování
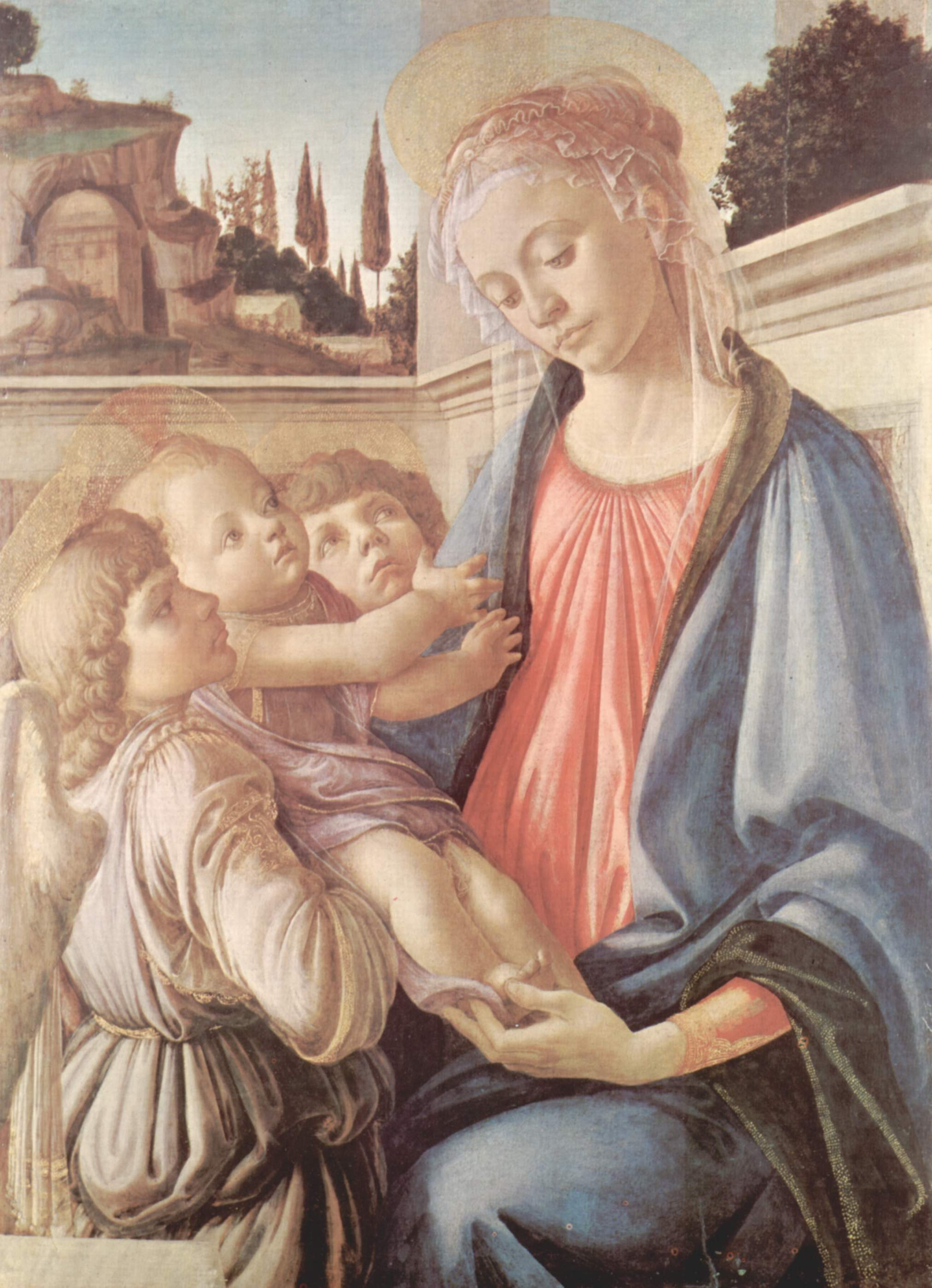
Sandro Botticelli: Maria a dva andělé
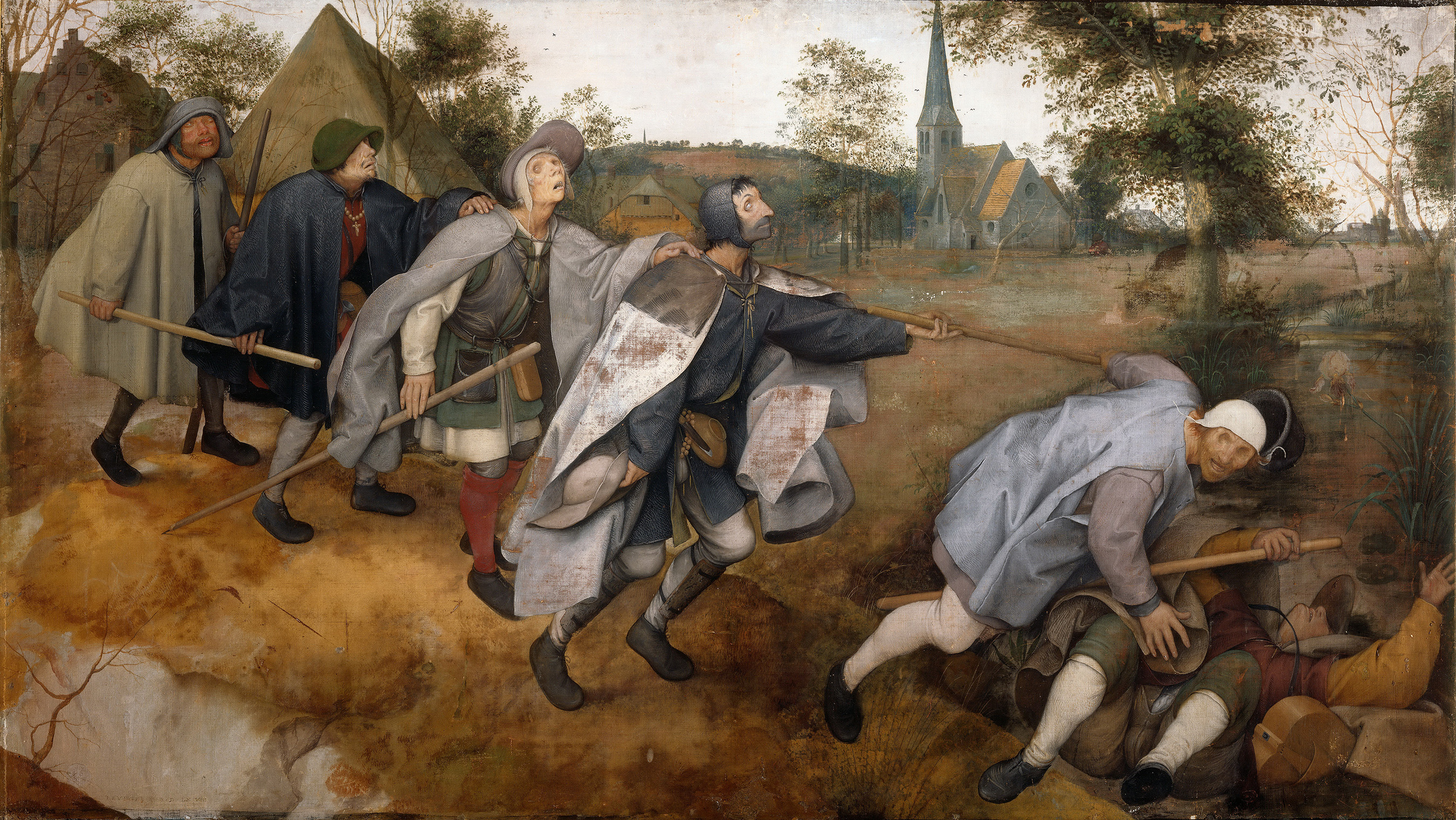
Pieter Brueghel starší: Podobenství o slepcích